# فرنسيسكو غرانادوس
فرنسيسكو غرانادوس هو سياسي إسباني، ولد في 23 يناير 1964 في فالديمورو في إسبانيا. نشط حزبياً في الحزب الشعبي.

## مناصب
- انتخب  (22 نوفمبر 2003 – 20 ديسمبر 2004).
- انتخب عمدة فلاديمورو  [لغات أخرى]‏ (4 يوليو 1999 – 27 نوفمبر 2003).
- انتخب عضو جمعية مدريد  [لغات أخرى]‏ (25 مايو 2003 – 21 فبراير 2014).
- انتخب عضو مجلس الشيوخ الإسباني  [لغات أخرى]‏ (29 نوفمبر 2011 – 21 فبراير 2014).